# Wired Records
Wired Records er et pladeselskab beliggende i Berlin, grundlagt af dansk/spanske Heidi Mortenson.

## Historie
Efter en række af Wired Nights koncertevents med 3 – 5 bands pr. aften, der optrådte både sammen og hver for sig som en slags længere teaterforestilling inklusiv freestyling og et sommetider interaktivt publikum grundlages pladeselskabet. 
Wired Nights var ofte beskrevet som sjove og kaotiske og lunefulde teater stykker af underholdende værdi med overraskende gæste optrædener. 
Wired Records var grundlagt af Heidi Mortenson da hun i 2005 udgav sit debutalbum Wired Stuff med penge hun havde modtaget fra en fond. 
I 2006 udkom kompilationen, The Wired Ones, med 14 kunstnere fra den internationale electroclash musikscene med bl.a. Kevin Blechdom, Scream Club, Dynasty Handbag og Angie Reed. CD'en indeholdte også to videoclips. 
Diamonds & Underwear er en 12" håndmalet vinyl udgivelse fra Heidi Mortenson. Der er tre sange på a-siden, imens der er engraveringer på en unik håndmalet b-side. Det har taget tre uger at håndmale de numererede vinyler.

## Kunstnere
| - Heidi Mortenson - Kevin Blechdom - Dynasty Handbag - Angie Reed - Scream Club | - Miss le Bomb - Monotekktoni - Sardine Animal - Chez Debs - Rhythm King And Her Friends | - Marzipan Marzipan - Reba Hasko - Noisy Pig - Angry Red Planet - Caro Snatch |

## Kunstnere der har bidraget med artwork
- Miss le Bomb
- Mosh Mosh
- Sardine Animal Arkiveret 9. august 2019 hos  Wayback Machine
- Heidi Mortenson

## Diskografi
- WR006 Miss le Bomb "Handrake Dance EP" Wired Records 2008
- WR005 Heidi Mortenson "Diamonds & Underwear EP" Wired Records 2008
- WR004 Noisy Pig "Fantasma! EP" Wired Records 2007
- WR003 Heidi Mortenson "Don't Lonely Me" Wired Records 2007
- WR002 V/A "The Wired Ones" Wired Records 2006
- WR001 Heidi Mortenson "Wired Stuff" Wired Records 2006